# Palazzo Ariani Minotto Cigogna
Palazzo Ariani Minotto Cigogna, auch einfach Palazzo Ariani oder in venezianisch Palazzo Arian, ist ein Palast in Venedig in der italienischen Region Venetien. Er liegt im Sestiere Dorsoduro, fast direkt vor der Kirche Angelo San Raffaele und in der Nähe der Kirche San Sebastiano. Die benachbarte Ponte del Soccorso verbindet ihn mit der Ca’ Zenobio degli Armeni.

## Geschichte
Ein Palazzo Ariani ist an dieser Stelle bereits im Jahre 845 belegt. Das heutige Gebäude aber stammt aus dem 13. Jahrhundert und war die Wohnstatt der Familie Arian, die bis zu ihrem Aussterben im 17. Jahrhundert (der letzte Spross war Giacomo Arian) Teil des venezianischen Patriziats war. Im 17. Jahrhundert fiel das Anwesen an die Familie Pasqualigo. Nach etlichen weiteren Eigentümerwechseln landete das Gebäude schließlich in den Händen von Lucia Cicogna, einer Nonne, die es in ein Kolleg umbauen ließ.
Ab 1870 war der Palazzo Ariani Minotto Cigogna Eigentum der Stadt Venedig, danach der Provinz Venedig; heute ist dort das technische Institut Vendramin Corner untergebracht.

## Beschreibung
Der Palazzo hat drei Stockwerke und ist einer der drei Beispiele für gotische Architektur in der Stadt. Die Fassade zeigt in den beiden Hauptgeschossen eine bemerkenswerte Fenstereinteilung: Neben einem alten, eleganten Mehrfachfenster auf der linken Seite befinden sich rechts davon zwei einzelne, gotische Fenster.
Erwähnenswert ist auch das Vorhandensein eines Hofes, teilweise vom Gebäude, teilweise durch eine Mauer, die links an die Fassade anschließt, umschlossen. Von diesem Hof aus führt eine Treppe, die von Rundbögen unterstützt wird, zu den oberen Stockwerken.